# Aloïs Stanke
Ne doit pas être confondu avec Alain Stanké.
Aloïs Stanke, en religion frère Alfred, né à Dantzig le 25 octobre 1904 et mort à Metz le 23 septembre 1975, est un religieux franciscain allemand.
Il a été infirmier militaire dans la prison du Bordiot à Bourges pendant la Seconde Guerre mondiale et s'est signalé par son humanité à l'égard des prisonniers et notamment des résistants.
Le livre de Marc Toledano (1966) et le film Le Franciscain de Bourges par Claude Autant-Lara (1968) lui rendent hommage.

## Biographie
Aloïs Joseph Stanke naît à Dantzig dans une famille polonaise dont le nom était Stanicewski jusqu'à ce que son père germanise leur patronyme en Stanke. 
Adolescent, il entre vers 1920 à l'institut des frères hospitaliers de la Sainte Croix, un Ordre franciscain, et prend le nom de frère Alfred. Quatre ans plus tard, il est envoyé au Vatican où il est affecté à la cuisine du pape Pie XI au moment où la religieuse milanaise responsable de ses repas devint trop âgée,. 
À son retour en Allemagne, il est infirmier dans un hôpital de Cologne tenu par les clarisses. En mars 1936, à Coblence, les nazis s'emparent des biens des communautés religieuses et arrêtent les moines. Stanke passe alors dix jours en prison :
« […] Moi aussi, j'ai fait de la prison. C'était en 1936 à Coblence. Je n'étais pas le seul, ce même jour de mars 36, les SS ont réquisitionné les maisons et les biens des religieux, ont arrêté les moines de mon couvent et je me suis retrouvé pendant dix jours en cellule en compagnie d'un souteneur et d'un assassin […] C'est de cette époque que date ma haine du nazisme »
En 1940, il est mobilisé et envoyé en France avec le grade de caporal.
En 1942, il est affecté à la prison du Bordiot (Maison d'arrêt de  Bourges) à Bourges comme surveillant et infirmier. Jusqu'en 1944, il va utiliser certaines caractéristiques liées à sa position pour venir en aide aux prisonniers qui y sont incarcérés, parmi lesquels des résistants et des pilotes anglais arrêtés par Pierre Paoli, interprète puis sous-officier de la Gestapo. Non seulement il les soigne mais il les soulage quand ils ont été torturés, les réconforte autant qu’il peut, leur fournit un complément de nourriture. Il facilite leurs échanges[Quoi ?] pour leur permettre de se préparer aux interrogatoires ; il facilite leurs communications avec l'extérieur, leurs familles ou les organisations de résistance. Il est aidé en cela par Georges Ruetsch, interprète à la préfecture, et Félix Desgeorges, marchand de vin, qui avait son magasin rue Jean-Baffier. Ainsi viendra-t-il en aide au résistant Marc Toledano qui, venu prendre des nouvelles de son frère incarcéré à la prison du Bordiot à Bourges, fut à son tour arrêté et torturé par un sous-officier allemand nommé Schultz. 
En 1966, Marc Tolédano témoignera des différents actes de bravoure d'Alfred Stanke dans son livre Le Franciscain de Bourges. Ce récit a été porté au cinéma par Claude Autant-Lara dans le film Le Franciscain de Bourges (1968), qui a rendu célèbre le personnage de frère Alfred, joué par Hardy Krüger.
Le frère Alfred aura aussi l’occasion de montrer son courage et son habileté lorsqu'il est muté à Dijon en avril 1944. Alors que l'armée allemande se retire, il est fait prisonnier en septembre 1944 par les Américains près de Vesoul et transféré aux États-Unis, où il est enfermé dans un camp en Arizona. Ses amis de la Résistance interviennent auprès des autorités américaines et obtiennent sa libération en octobre 1945. Il séjourne ensuite tantôt en France, tantôt en Allemagne. 
De 1963 à 1975, il séjourne souvent à Cosne-sur-Loire chez différents amis.
Dans la nuit du 18 au 19 septembre 1975, un incendie se déclare dans la chambre qu'il occupe au couvent Saint-Antoine de Sélestat, où il se rendait régulièrement. Gravement brûlé, il est transporté à l'hôpital des grands brûlés à Metz, mais meurt le 23 septembre. Ses obsèques sont célébrées le 26 septembre à la cathédrale Saint-Étienne de Bourges.
Ayant souhaité reposer en France, il est enterré au cimetière de Saint-Doulchard, comme son ami Georges Ruetsch.

## Hommages

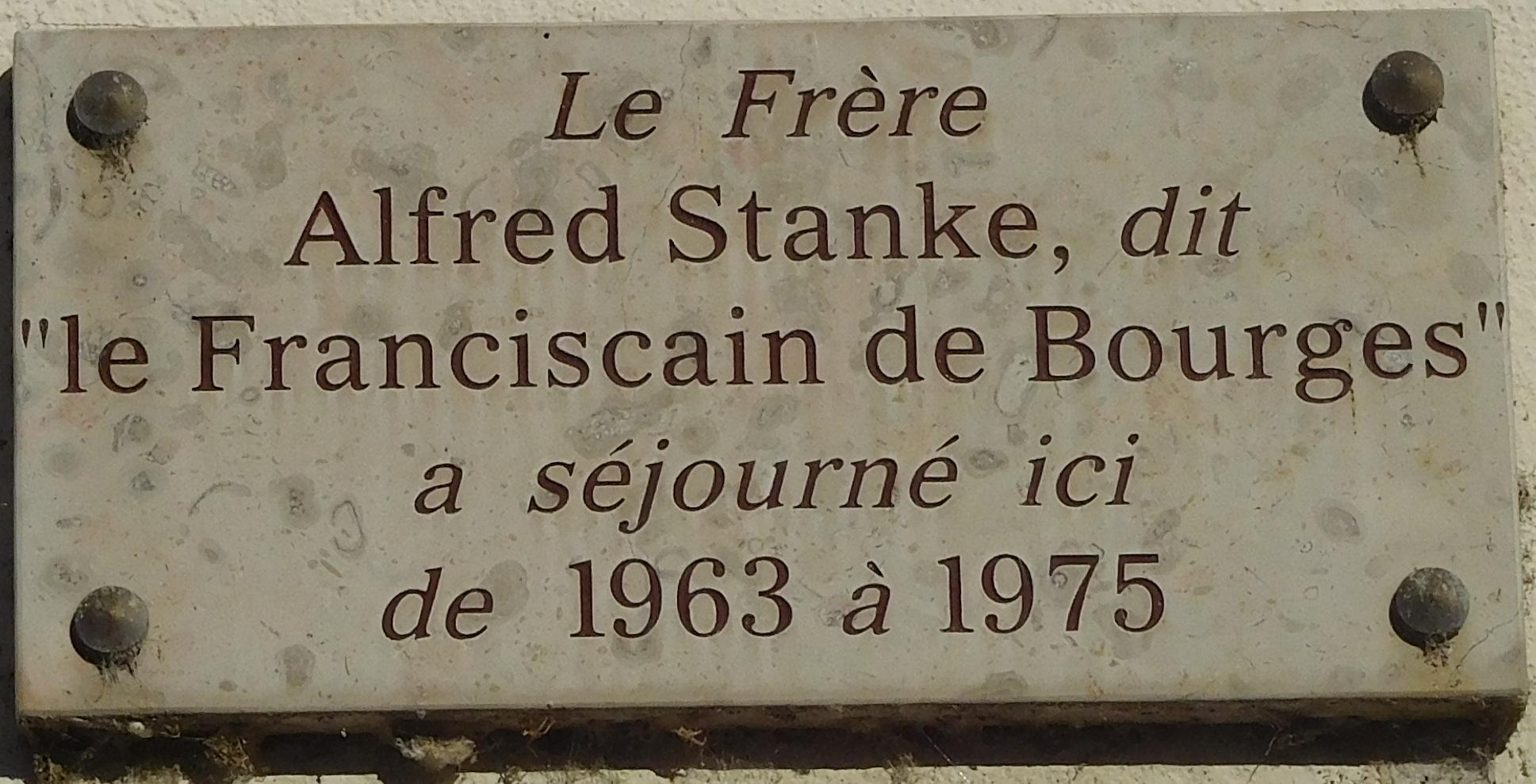
Plaque sur un mur passage Saint-Firmin (près du 1, rue Saint-Agnan) à Cosne-Cours-sur-Loire.

Outre le livre de Marc Toledano et le film de Claude Autant-Lara, on peut noter :
- un timbre-poste français émis en 2000 ;
- un Monument à Alfred Stanke en face du 46, avenue Charles de Gaulle à Bourges ;
- une allée qui porte son nom à Bourges, l'allée Alfred-Stanke, située dans le quartier du Val d'Auron ;
- une plaque à Cosne-sur-Loire (Nièvre), où il a séjourné de 1963 à 1975 ;
- une plaque à Saint-Andelain (Nièvre), où il séjourna aussi, de 1968 à 1971, au 21 rue Saint-Edmond ;
- une plaque posée en septembre 1982 à la prison du Bordiot à Bourges.
- une plaque à Saint-Mammes (77), à l'angle de la rue Grande et de la rue du Port de Celle, devant la maison où il vécut en 1941 et en 1942;

Il existe à Bourges une Association des amis du frère Alfred-Stanke dit le « Franciscain de Bourges »

### Filmographie
- Le Franciscain de Bourges,  film français, réalisé par Claude Autant-Lara, tourné en 1967.